# Andréi Kubéyev
Andréi Alexandróvich Kubéyev –en ruso, Андрей Александрович Кубеев– (Moscú, 9 de noviembre de 1987) es un deportista ruso que compite en ciclismo en la modalidad de pista. Ganó una medalla de bronce en el Campeonato Europeo de Ciclismo en Pista de 2013, en la prueba de velocidad por equipos.

## Medallero internacional
| Campeonato Europeo | Campeonato Europeo        | Campeonato Europeo | Campeonato Europeo    |
| Año                | Lugar                     | Medalla            | Competición           |
| ------------------ | ------------------------- | ------------------ | --------------------- |
| 2013               | Apeldoorn ( Países Bajos) | Medalla de bronce  | Velocidad por equipos |